# La Unión (banda)
La Unión (estilizado como  LA UNIÓN, La Uniøn o LA UNIØN) es un grupo español de pop rock y new wave formado en Madrid en 1982. El grupo estaba formado inicialmente por el bajista Luis Bolín, el guitarrista Mario Martínez y el teclista Íñigo Zabala, a los que se uniría el vocalista Rafa Sánchez tiempo después.
Han vendido más de dos millones de discos, recibiendo en 2006 un doble disco de diamante por su carrera discográfica. Además, han sido disco multiplatino, con más de doscientas mil copias, los álbumes Vivir al este del Edén, Tren de largo recorrido, Tentación y Grandes éxitos. Obtuvieron disco de platino con más de cien mil copias los LP Mil siluetas y 4x4, y disco de oro con más de cincuenta mil copias vendidas los álbumes Psycofunkster au lait, La Unión, El mar de la fertilidad e Hiperespacio.

## Historia

### 1982 - 1987: Los comienzos
El grupo se forma a finales de 1982 por Luis Bolin (bajo), Mario Martínez (guitarra) e Íñigo Zabala (teclados). Durante el siguiente año preparan una gran cantidad de temas instrumentales. A mediados de 1983 se incorpora Rafa Sánchez (voz). Firman con WEA a finales de 1983 cuando Nacho Cano y Rafael Abitbol producen tres canciones, dos de ellas fueron La Niebla y Lobo Hombre en París, basadas en dos cuentos de Boris Vian; y la tercera fue Voracidad. El 12 de marzo de 1984 presentan en la madrileña sala El Sol el sencillo y maxisencillo Lobo Hombre en París  (con videoclip dirigido por José Luis Lozano), del cual se venden más de doscientos mil sencillos, siendo número 1 en ventas durante nueve semanas consecutivas y consiguiendo el disco de oro. En octubre del mismo año ve la luz su primer álbum, Mil Siluetas, que contiene, además del gran éxito del grupo, grandes relatos repletos de imaginación y misterio como Sildavia, Cabaret o Eclipse total.
Más tarde vendría El maldito viento (1985), un disco conceptual con temáticas menos optimistas. Incluye algunas de las mejores joyas del grupo, como Entre Flores Raras, Altos y Frondosos o La Máquina del Tiempo.
4X4 (1987) es el tercer álbum de La Unión. Repleto de clásicos del grupo, comienzan a enriquecer su música con nuevos ritmos, swing para hablar de El Rey del Ring o San Francisco. Y con una mezcla electro-acústica en temas como Mariluz, Muévete ya, De aquí a allá o Dónde estabais (en los malos tiempos), siendo éste el último disco producido por Nacho Cano y Rafa Abitbol. Con él se embarcan en su primera gira americana.

### 1988 - 1992: La consagración
Vivir al este del Edén (1988) supuso un punto de inflexión y el comienzo de su segunda etapa discográfica. No solo porque ellos mismos se ocuparán de la producción de su cuarto álbum, sino porque a partir de ese momento se convirtieron en trío tras la marcha de Íñigo Zabala. En aquel año también comenzaron a tener mayor proyección en América. Estas nuevas experiencias sirvieron como base a títulos contenidos en este álbum como Maracaibo, Más y más, Natalia o Mi viejo barrio, en el que tuvieron un papel importante alguna de sus remezclas para discotecas, en un momento en el que la fiebre por los maxis estaba en todo su apogeo. Más y más se convirtió en sintonía de La Vuelta Ciclista a España en 1989.
En 1990 se lanza su quinto álbum de estudio, Tentación, producido por Mike Howlett, que contiene temas como Ella es un volcán, Fueron los celos, Si tú quisieras o Berlín. Este album sería considerado por muchos a la postre la cima compositiva, mediática, comercial y estética del grupo. Ese mismo año, Rafa Sánchez colabora con Miguel Bosé en el tema Manos Vacías, con el que consiguieron un enorme éxito tanto en España como en otros países.
En 1992 se edita Tren de largo recorrido, un álbum en directo grabado durante la gira de presentación de Tentación. Este álbum, además de recoger todos los éxitos del grupo en el concierto celebrado en La Coruña el 19 de octubre de 1991, contiene la versión en castellano de Long Train Runnin' de The Doobie Brothers. El álbum supone un gran éxito comercial y el colofón mediático a una fase en la que el grupo aúna tanto el éxito comercial como de crítica. 

### 1993 - 1999: Buscando nuevos sonidos
En 1993 se publica Psycofunkster au lait, un álbum marcado por un sonido más rock de los años 70, una batería más intensa, la búsqueda de letras más adultas y cierto aire de psicodelia. El álbum se produjo en Stamford (Connecticut, Estados Unidos) de la mano de Stephan Galfas, que ya había producido a Meat Loaf o Kool and the gang. Las colaboraciones del batería Les Warner, el teclista José Carlos Parada y el percusionista Bashiri Jonhson contribuyeron a dar mayor realce al sonido de rock de los 70. En él se pueden encontrar temas como la ecología (Hermana Tierra), el racismo (África), los cambios políticos (Rock en Rusia), la nostalgia (Verano del 82), guiños a la psicodelia (Shaman o La Casa de los Sueños), temas de amor (Promesa Rota) y referencias erótico-literarias (Lolita). El álbum no funcionó comercialmente al nivel esperado y supuso el comienzo del declive comercial del grupo.
En 1996 se lanza Hiperespacio, un nuevo cambio de sonido, más enfocado al funk de los 70 y sonidos electrónicos y metal. En el album destacan los nombres de John Thirkell, Dennis Rolling (famosos por sus sesiones junto a los Brand New Heavies), Snake Davies y Steve Sidwell. Los teclados son de Tony Patler. El disco se grabó entre Madrid, en el estudio Sintonía, y Londres, en los estudios Nomis y Swanyard, y se mezcló en Londres. Alejandro Sanz colaboró con su guitarra en los temas “Negrita”, su primer sencillo, y “Ande Yo Caliente”.
En el año 1997 participan en la banda sonora del videojuego Hollywood Monsters, interpretando «Enigmas», la canción principal de tal aventura gráfica.
En 1998 llegó Fluye, producido, compuesto y arreglado por La Unión. Este álbum es una huida hacia delante en un panorama poco receptivo a las nuevas sensaciones. Hablan de un pseudo misticismo de fin de siglo adelantándose a muchas corrientes tanto musicales como de pensamiento. Destacan temas como “Fluye”, “Déjà Vu”, “Humo”, “Mal Karma” o “Sirenas”.
Tras nuevo sonidos en el estilo propio de La Unión llega su nuevo álbum, La Unión (1999), o “El disco blanco” como es más conocido, con el que recibieron varios premios por el tema que lo abre “La Mala Vida”. Sonidos latinos crean temas como “Pecado”, “Carnaval” o la versión del “We are the Champions” de Queen, bajo el nombre de “Somos Campeones”.

### 2000 - 2009: Años de recopilatorios
En el año 2000 se lanza el recopilatorio Grandes éxitos 1984-2000, en el que se incluyeron temas nuevos como “Falso Amor”, a la postre primer sencillo y versión del “Tainted Love”, y “El Vuelo de Ícaro” y versiones remix de “Sildavia” y “Más y más” a cargo de Carlos Jean. Tras el lanzamiento de este primer recopilatorio, el grupo llegaría a lanzar dos más en apenas seis años, en todos los casos con remixes y versiones de sus propios éxitos y algunas canciones inéditas.
En 2002 se lanza, El mar de la fertilidad, conteniendo éxitos como “Vuelve el Amor”, tema directo y contagioso con espíritu de eterno retorno, con ese ánimo desenfadado de la música de los ochenta. En el álbum destacan también canciones como “Buenos Tiempos”, “Un Año Más” o “Encerrado”.
En 2004, con el XX Aniversario del grupo, se edita Colección audiovisual 1984-2004, todo un repaso a la historia visual y sonora del grupo en el que se incluyeron temas inéditos como “Sigo Aquí”, “Tu Nombre” o “Última Estación”. En este álbum se recogen además rarezas de temas míticos del grupo, así como un DVD con todos los videoclips de La Unión hasta el momento y Making Of de la grabación de varios de sus álbumes y videoclips.
Más tarde y con sonidos electrónicos editan Love Sessions (2006), donde todos los grandes éxitos del grupo se graban de nuevo bajo las nuevas tecnologías; así “Lobo Hombre en París”, “Sildavia”, “Ella es un Volcán”, “Humo” o “Negrita” se adaptan a las pistas de baile. Para ello contaron con los mejores productores de la escena electrónica como Jonathan Badichi, Julian Poker, Prompt, Dr. Kucho! o Marcos Legazpi. Para 2007 el grupo recupera sus grandes éxitos en una gira que los lleva a más de cuarenta destinos nacionales bajo el título de MAGICØ7.
En 2008 recuperan el tema “Hermana Tierra”, original de 1993, para una nueva producción llevada a cabo por ellos mismos acompañados del Dj Julian Poker. El grupo adapta este tema a las nuevas tendencias y a los nuevos sonidos para formar conjuntamente con Greenpeace y Central Musical la plataforma miramasalla.org presentando igualmente el audiovisual “Hermana Tierra…Mira Más Allá” con el que quieren concienciar a la sociedad a través de la música sobre el uso racional de la energía y los recursos naturales. El grupo presentó también su espectáculo ZERØ8 tour por diversas capitales de España.

### 2010 - 2014: Un nuevo intento
En 2010 fichan por la discográfica Vale Music y publican un nuevo trabajo discográfico titulado Big Bang, aunque no consiguió volver al grupo a las listas de ventas por lo que la discográfica decide prescindir del grupo, haciendo que en 2012 el grupo cree su propio sello discográfico.
En 2013 lanzan otro grandes éxitos titulado Hip-Gnosis, dividido en Best of Vol 1 (2013) y Best of Vol. 2 (2014), con nuevos remixes electrónicos.

### 2015 - 2020: La disolución del grupo
En 2015, Mario Martínez decide dejar el grupo por problemas de salud, falleciendo el 10 de abril de 2022 en Madrid a causa de un cáncer de laringe.
En 2018 La Unión publica la canción en formato digital "Tiempo".
En 2020, Rafa anuncia la disolución de la banda pero Luis lo niega y la banda continúa sin Rafa.

### 2021: Luis en solitario
Rafa Sánchez inicia una carrera en solitario y la banda continúa con Luis al frente, editando el sencillo "Última estación" (Axon Producciones, 2020) y "La Tormenta" (2022) con Luis como cantante.

### 2023 - actualidad: La nueva era de LA UNIØN
Con Luis Bolin al frente, LA UNIØN sigue en activo, recorriendo escenarios en México, España, Centroamérica y Estados Unidos. La formación actual de la banda incluye a Luis Bolin (voz y guitarra), Rex Caravello (guitarra y coros), Alejo Roldán (bajo) y Jesús Gutierrez de la Cruz (batería).

### 2024 - 40 años delLobo Hombre en París
El 12 de marzo de 2024 se cumplen 40 años de la presentación en Madrid del icono de la música en español “Lobo Hombre en París”, considerada uno de los grandes éxitos del rock en español de toda la historia.

## Disolución y polémica
El 14 de mayo de 2020, Rafa Sánchez anunció mediante un comunicado la disolución de La Unión.
Sin embargo, un día después, Luis Bolín afirmó que la banda no se disolvía, acusando a Sánchez de "fabricar un bulo, inventar una noticia y sacar provecho en su propio beneficio".[cita requerida]

## Discografía

### Álbumes de estudio
- 1984: Mil siluetas
- 1985: El maldito viento
- 1987: 4x4
- 1988: Vivir al Este del Edén
- 1990: Tentación
- 1993: Psycofunkster au lait
- 1996: Hiperespacio
- 1997: Fluye
- 1999: La Unión
- 2002: El mar de la fertilidad
- 2010: Big Bang

### Álbumes en directo
- 1992: Tren de largo recorrido
- 2017: En concierto... No estamos solos

### Álbumes recopilatorios
- 2000: Grandes Éxitos 1984 / 2000
- 2004: Colección Audiovisual 1984 - 2004
- 2006: Love Sessions (remixes)
- 2013: Hip.Gnosis 1
- 2014: Hip.Gnosis 2
- 2023: Grandes Exitos Version Salvaje

### Sencillos y EP
- 1984: Lobo-hombre en París
- 1984: Sildavia
- 1985: Entre flores raras
- 1985: Cabaret
- 1986: Altos Y Frondosos
- 1986: La Cantante
- 1987: Mary Luz
- 1987: Amor Fugaz
- 1987: De Aquí Allá
- 1987: Donde Estabais (En Los Malos Tiempos)
- 1988: Mas y más
- 1988: 4x4 En Vivo
- 1988: Vivir Al Este Del Edén
- 1988: El San Francisco
- 1989: Maracaibo
- 1989: Natalia
- 1990: Fueron los celos
- 1990: Ella es un volcán
- 1990: Manos vacías (Miguel Bosé feat. Rafa Sánchez)
- 1991: Dámelo ya
- 1991: Si Tú Quisieras
- 1991: Santa María
- 1992: Amor Fugaz (En Concierto)
- 1992: Tren De Largo Recorrrido
- 1992: Lobo-Hombre En París (En Concierto)
- 1992: Berlín (En Concierto)
- 1992: Mas Dura Será La Caída (En Concierto)
- 1993: Hermana Tierra
- 1993: La Casa De Los Sueños
- 1993: África
- 1993: Verano Del '82
- 1996: Negrita
- 1996: Ande yo caliente
- 1996: Black Is Black
- 1996: Juan Valiente
- 1997: Humo
- 1997: Fluye
- 1998: Mal karma
- 1999: La Mala Vida
- 1999: Pecado
- 2000: Falso Amor
- 2000: Carnaval
- 2000: Más y Más (2000)
- 2001: Sildavia (2001)
- 2002: Vuelve el amor
- 2002: Buenos Tiempos
- 2002: Un Año Más
- 2004: Tu Nombre
- 2004: Última Estación
- 2004: Sigo aquí
- 2005: Enigmas (BSO Hollywood Monsters)
- 2006: Love Sessions Lobo Hombre (Club Remix)
- 2018: Tiempo (Single digital)
- 2020: Última estación 2020 (Single digital)
- 2022: La Tormenta (Single digital)
- 2023: Luna Llena en París (Single digital)
- 2023: UNO. Grandes Éxitos Versión Salvaje. Album
- 2024: Manos Vacías (Single digital)